# Khouribga (provincie)
Khouribga is een provincie in de Marokkaanse regio Chaouia-Ouardigha.
Khouribga telt 499.144 inwoners op een oppervlakte van 4250 km².

De hoofdplaats van de provincie is de stad Khouribga.

## Bestuurlijke indeling
De provincie is bestuurlijk als volgt ingedeeld:
| Name           | Geografische code | Type                | Huishoudens | Inwoners (2004) | Buitenlanders | Marokkanen | Opmerkingen                                                                                        |
| -------------- | ----------------- | ------------------- | ----------- | --------------- | ------------- | ---------- | -------------------------------------------------------------------------------------------------- |
| Boujad         | 311.01.01.        | Gemeente            | 8728        | 40513           | 7             | 40506      | |
| Boujniba       | 311.01.03.        | Gemeente            | 2993        | 15041           | 2             | 15039      | |
| Hattane        | 311.01.05.        | Gemeente            | 2055        | 10284           | 0             | 10284      | |
| Khouribga      | 311.01.07.        | Gemeente            | 33519       | 166397          | 75            | 166322     | |
| Oued Zem       | 311.01.09.        | Gemeente            | 17387       | 83970           | 24            | 83946      | |
| Ain Kaicher    | 311.03.01.        | Landelijke gemeente | 882         | 5008            | 0             | 5008       | |
| Bni Bataou     | 311.03.03.        | Landelijke gemeente | 911         | 5660            | 0             | 5660       | |
| Bni Zrantel    | 311.03.05.        | Landelijke gemeente | 1213        | 7084            | 0             | 7084       | |
| Boukhrisse     | 311.03.07.        | Landelijke gemeente | 893         | 5694            | 0             | 5694       | |
| Chougrane      | 311.03.09.        | Landelijke gemeente | 1288        | 8113            | 0             | 8113       | |
| Oulad Gouaouch | 311.03.11.        | Landelijke gemeente | 548         | 3094            | 0             | 3094       | |
| Rouached       | 311.03.13.        | Landelijke gemeente | 692         | 4720            | 0             | 4720       | |
| Tachrafat      | 311.03.15.        | Landelijke gemeente | 628         | 3417            | 0             | 3417       | |
| Bir Mezoui     | 311.05.01.        | Landelijke gemeente | 1190        | 6604            | 1             | 6603       | |
| Bni Ykhlef     | 311.05.03.        | Landelijke gemeente | 1606        | 9553            | 0             | 9553       | |
| Boulanouare    | 311.05.05.        | Landelijke gemeente | 2644        | 13736           | 3             | 13733      | 10469 inwoners woonde in het centrum, genaamd Boulanouare; 3267 inwoners woonde op het platteland. |
| Lagfaf         | 311.05.07.        | Landelijke gemeente | 1499        | 8250            | 0             | 8250       | |
| El Foqra       | 311.05.09.        | Landelijke gemeente | 661         | 4211            | 0             | 4211       | |
| M'Fassis       | 311.05.11.        | Landelijke gemeente | 1069        | 5619            | 2             | 5617       | |
| Oulad Abdoune  | 311.05.13.        | Landelijke gemeente | 2254        | 14690           | 0             | 14690      | |
| Oulad Azzouz   | 311.05.15.        | Landelijke gemeente | 1498        | 9434            | 0             | 9434       | |
| Ait Ammar      | 311.07.01.        | Landelijke gemeente | 823         | 4594            | 0             | 4594       | |
| Bni Smir       | 311.07.03.        | Landelijke gemeente | 1434        | 7766            | 0             | 7766       | |
| Braksa         | 311.07.05.        | Landelijke gemeente | 1242        | 7334            | 0             | 7334       | |
| Kasbat Troch   | 311.07.07.        | Landelijke gemeente | 1355        | 8699            | 0             | 8699       | |
| Lagnadiz       | 311.07.09.        | Landelijke gemeente | 1166        | 7338            | 5             | 7333       | |
| Maadna         | 311.07.11.        | Landelijke gemeente | 1053        | 6283            | 0             | 6283       | |
| Oulad Aissa    | 311.07.13.        | Landelijke gemeente | 978         | 6148            | 0             | 6148       | |
| Oulad Boughadi | 311.07.15.        | Landelijke gemeente | 1563        | 8661            | 0             | 8661       | |
| Oulad Fennane  | 311.07.17.        | Landelijke gemeente | 1423        | 8465            | 0             | 8465       | |
| Oulad Ftata    | 311.07.19.        | Landelijke gemeente | 448         | 2764            | 0             | 2764       | |

Ben Slimane · Khouribga · Settat · El Jadida · Safi · Boulmane · Fez · Moulay Yacoub · Sefrou · Kénitra · Sidi Kacem · Casablanca · Médiouna · Mohammedia · Nouaceur · Assa-Zag · Guelmim · Tan-Tan · Tata · Boujdour · Es-Semara · Lâayoune · Al Haouz · Chichaoua · Essaouira · Kelâat Es-Sraghna · Marrakech · Al Ismaïlia · El Hajeb · Errachidia · Ifrane · Khénifra · Meknès · Berkane · Figuig · Jerada · Driouch · Nador · Oujda-Angad · Taourirt · Aousserd · Oued ed Dahab · Khémisset · Rabat · Salé · Skhirat-Témara · Agadir-Ida-Ou-Tanane · Inezgane-Aït Melloul · Chtouka-Aït Baha · Ouarzazate · Taroudant · Tiznit · Zagora · Azilal · Béni-Mellal · Chefchaouen · Fahs-Bni Mkada · Larache · Tanger-Asilah · Tétouan · Al Hoceima · Taounate · Taza